# 10506 Rydberg
A 10506 Rydberg (ideiglenes jelöléssel 1988 CW4) a Naprendszer kisbolygóövében található aszteroida. Eric Walter Elst fedezte fel.